# Villa Maria De Mari
Villa De Mari Spinola detta Villa Maria è una villa patrizia genovese, situata nel quartiere di Sestri Ponente.

## Storia

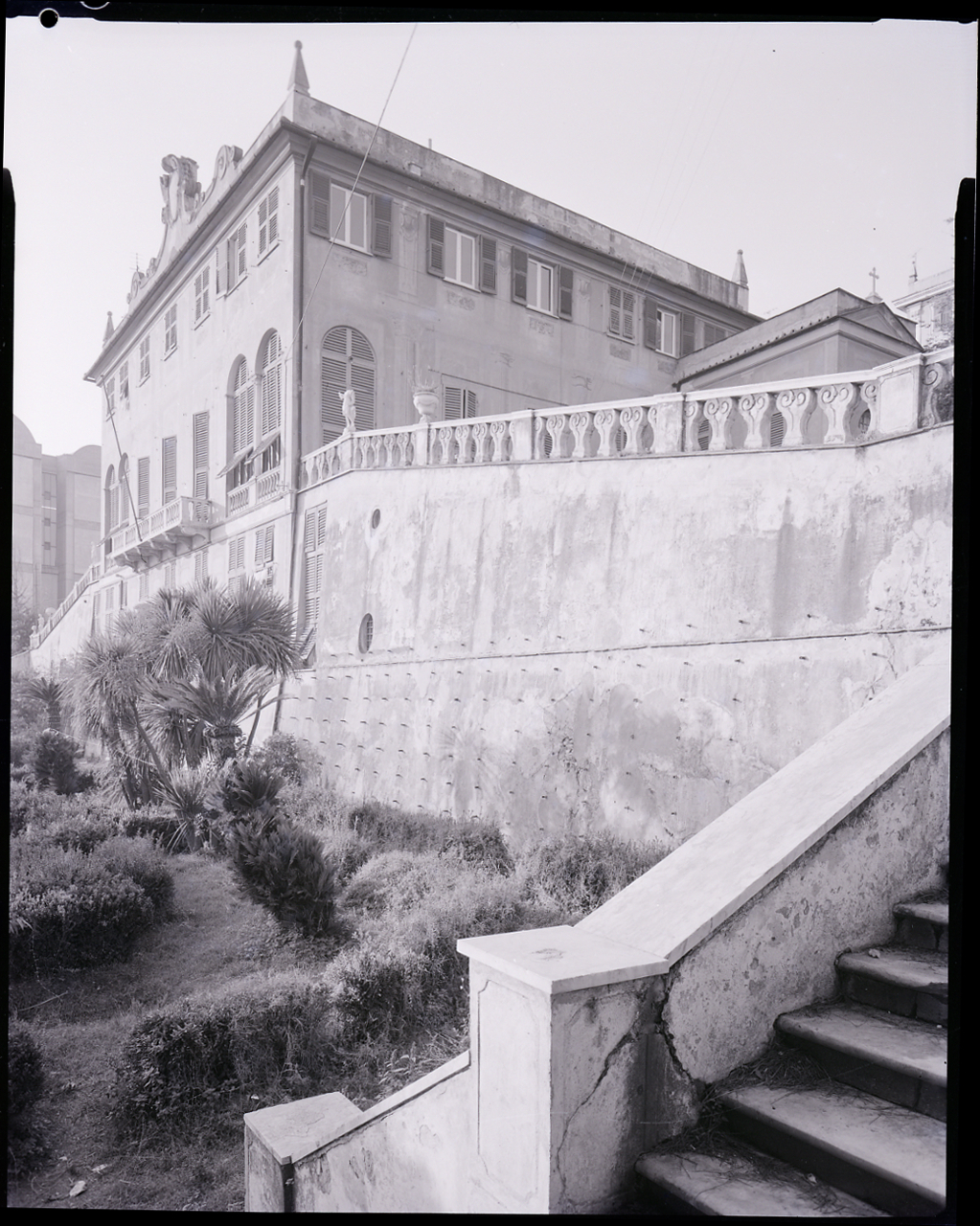
la villa fotografata da Paolo Monti nel 1963

La famiglia De Mari nel 1700 aveva acquistato a Sestri Ponente (Genova) una villa padronale, costruita un secolo prima alle pendici della collina di Sant'Alberto. La proprietà comprendeva una vasta porzione della collina, delimitata a est e a nord dall'omonima strada, a ovest dal rio Monferrato e a sud dal litorale marino. Nel 1771 la villa era passata alla famiglia Spinola, la quale aveva ampliato l'edificio originale, adattandolo allo stile dell'epoca, utilizzandolo come palazzo di villeggiatura. Durante l'assedio di Genova del 1800 da parte dell'esercito Austro-Piemontese, il palazzo era stato occupato dallo Stato Maggiore austriaco, sotto il comando del conte Radetzky. A metà Ottocento la parte a mare era stata attraversata dalla ferrovia Genova-Ventimiglia e dalla nuova strada provinciale che collegava Sestri Ponente a Multedo (oggi: via Merano) e sull'area compresa tra la ferrovia e la nuova strada, sorgeva dopo poco lo stabilimento metalmeccanico Fossati. Nel 1896 la villa, poi denominata "Maria", veniva acquistata dal conte Bartolomeo Rossi. Negli anni trenta, i terreni collinari a monte del palazzo nobiliare vennero lottizzati e ceduti alla Cooperativa Edilizia "Libertas" la quale, nel 1933, aveva iniziato a edificare i propri caseggiati sociali. Altre società edilizie avevano in seguito acquistato i rimanenti lotti collinari, costruendovi caseggiati popolari. Il palazzo e i giardini a mezzogiorno erano stati quindi acquistati dall'Ing. Umberto Rollino nel 1939. Sotto il giardino geometrico all'italiana, antistante il palazzo, erano stati installati due anni dopo i depositi di carburante in uso allo stabilimento Fossati mentre, sopra di essi, era stato realizzato il bocciodromo dopolavoristico per i dipendenti dell'Ansaldo, a tutt'oggi presente in tale sede. Più a levante, erano stati edificati: il caseggiato di civile abitazione dell'impresario Rombo e la mensa aziendale del Fossati. Attualmente il palazzo, dopo aver ospitato per un certo periodo alcune famiglie e una piccola scuola materna, è in attesa di ristrutturazione.

### Il palazzo nobiliare

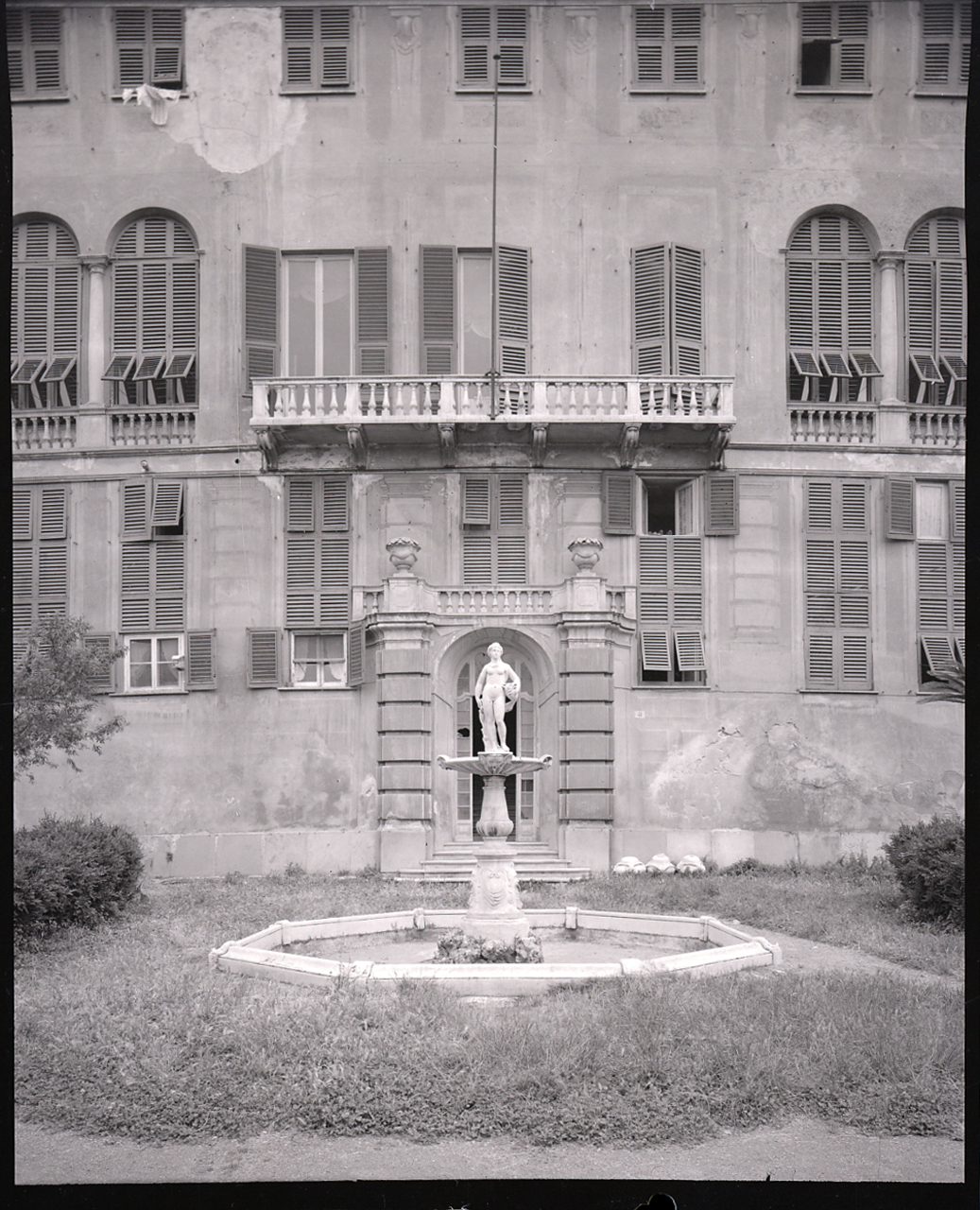
Dettaglio del prospetto e fontana. Foto di Paolo Monti, 1964

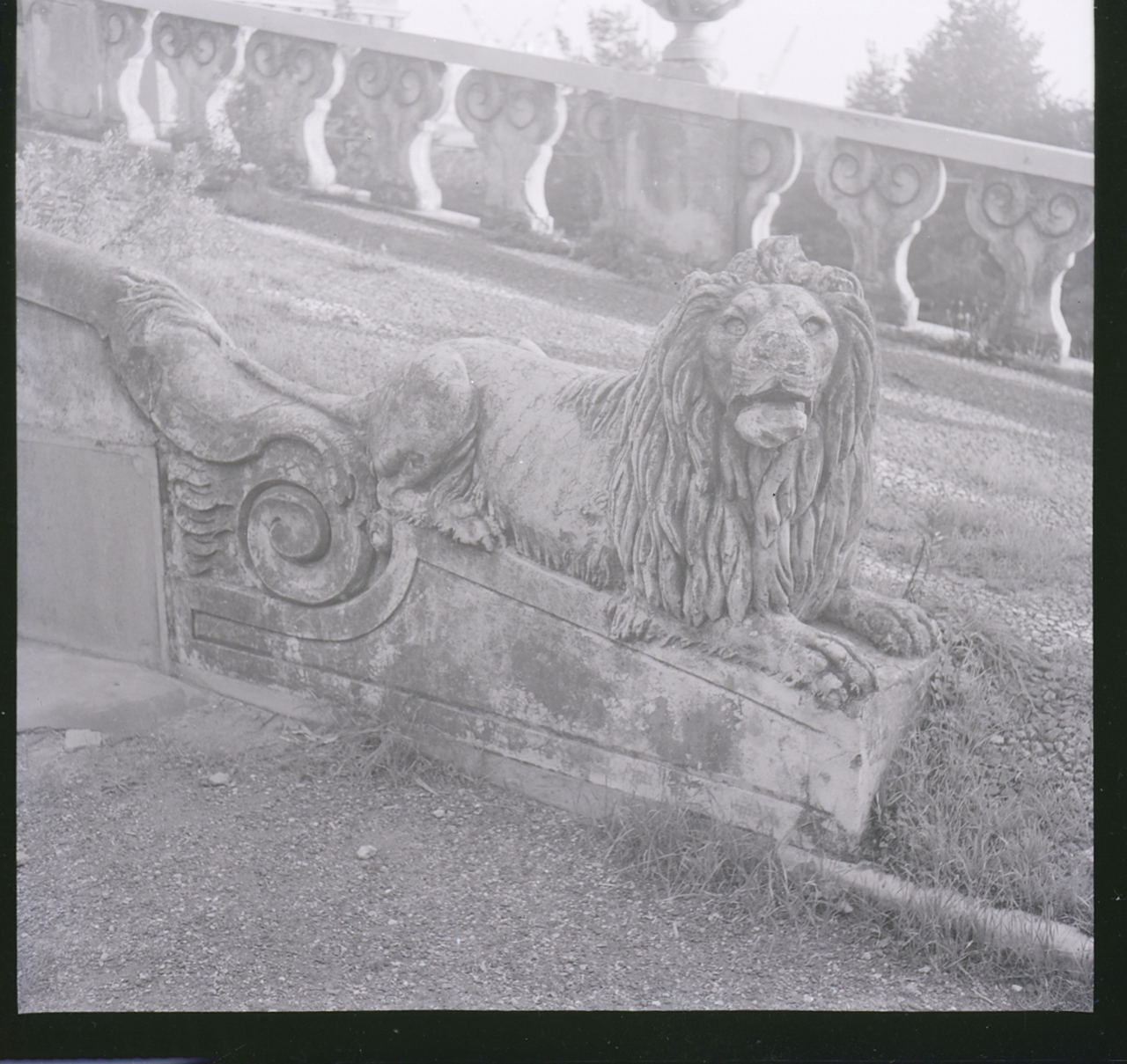
Scultura di leone nel giardino. Foto di Paolo Monti, 1963

Non si hanno notizie certe del corpo di fabbrica originale, fatto costruire da un benestante nel XVI secolo, poi modificato in stile barocco alla fine del Settecento. L'attuale edificio di tre piani, ricco di marmi e affreschi, è articolato da due ali in arretramento, collegati a due padiglioni posti in primo piano, con due rampe monumentali che scendono sino al vasto giardino all'italiana, un tempo digradante sino al litorale e alla spiaggia privata. Il complesso presenta ancora oggi un insieme scenografico spettacolare. L'ingresso principale è sul fianco est del palazzo, nella strada che s'inerpica per la collina di Sant'Alberto. Dietro il palazzo c'era originalmente un boschetto con un laghetto artificiale, dal quale iniziava un lungo, caratteristico passaggio ingrottato, che arrivava sino al giardino antistante il palazzo padronale. Di quel passaggio, ormai del tutto scomparso, esistono solo poche foto scattate negli anni venti del Novecento.